# Мартин Агуеро
Мартин Агуеро се сматра једним од најзначајних матадора на почетку двадесетог века и једним од највећих „убица“ бикова који је својим покретима пленио публику у коридама. Рођен је у Билбау, 3. фебруара 1902. године као прво од седморо деце Росарије и Мартина Агуера. 
Период од 1925. до 1927. године је био најзначајнији и најбољи у његовој матадорској каријери. Излазио је као победник из борби неповређен, чињеница да је скоро све бикове са којима се суочио убио једним убодом сврстава га у ред навећих матадора свог времена. „El rey del volapié“ – Краљ волапија, префињеност завршног ударца и елеганција кретања учинила га је познатим матадором и миљеником кориде. Појаснимо „volapié“ технику – тореадор стоји испред изнуреног бика, чека га да понизно поклекне, дозива га и изводећи такав потез мачем га убада у предео леђа између плећке и врата, део тела кога називају „крст“. „Volapié“ техника је веома опасна за тореадоре и многе њихове погрешне процене реакција бикова завршиле су се фатално.

## Каријера
Дебитовао је 17. септембра у Барселони у кориди Plaza de toros de Las Arenas, укупно је имао преко 150 борби широм Шпаније. Наступао је и у Мексику. Добитник је награде „Golden Ear Bullfight Madrid Press-а“ за 1926. и 1927. годину додељене од стране Асоцијације новинара Мадрида и награде се до данашњег дана сматрају као највише достугнуће у свету матадора.
Задобија две тешке повреде од рогова, једну у Мадриду 20. маја 1928. године и једну је 9. августа у арени у француском граду Бајон исте године која га држи два месеца ван корида. Бик „Науљени“ му наноси тешку повреду ноге услед неуспелог извођења „muletazo“ покрета (добро познати покрет којим тореадор управља кретање бика у непосредној близини својим плаштом). Те исте године имао је само 19 борби, примећује се слабљење његове физичке припремљености после неколико операција због повреда што је условно речено и почетак његовог краја. Све је мање борби. 1929. године имао је 21 борбу, а већ 1930. године само 19 борби. Те исте године 21. септембра, у 28. години живота, опрашта се од матадорства у кориди Лонгорно. Има низ озбиљиних операција без неког позитивног исхода. Неколико пута безуспешно покушава да се врати борбама. Убрзо је морао да се подвргне операцији и гангренозно лево стопало му је ампутирано. Мало касније, у својој 46. години, у болници за матодоре лекар Хименез Гвинеја је присиљен да му ампутира скоро целу леву ногу.
У фебруару 1973. године ампутирана му је и десна нога. Изгледа да је један погрешан покрет и неопрезност у борби са „Науљеним“, ако није нанео смртни ударац човеку, онда је ипак задао коначни ударац једном од најбољих матадора свих времена. После повлачења радио је као саветник Арене Vista Alegre у Билбау.

## Смрт
Умро је 11. јула 1977. године у Билбау. Његову бронзану статуу, дело астечког скулптора Раимунда Коба, донели си из Мексика и она данас у холу Арене „Vista Alegre“. У улици која носи име Мартина Агуера налази се Музеј борби са биковима у Билбау.
Ернест Хемингвеј помиње Мартина Агуера као једног од највећих тореадора у историји у свом делу „Dead in The Afternoon“ где изражава уверење да су борбе бикова биле више него обичан спорт и у њима открива богат извор инспирације за своју уметност – борбе бикова као кореографија крвавог балета, са извођачима који се крећу од узвишених аматера до мајстора елеганције и лукавства.